# Parallelia apicalis
Parallelia apicalis là một loài bướm đêm trong họ Erebidae.